# Microdon annandalei
Microdon annandalei är en tvåvingeart som beskrevs av Enrico Adelelmo Brunetti 1907. Microdon annandalei ingår i släktet myrblomflugor, och familjen blomflugor. Inga underarter finns listade i Catalogue of Life.